# Erebus pilosa
Erebus pilosa là một loài bướm đêm trong họ Erebidae.